# Thoras (comuna suprimida)
Thoras era una comuna francesa situada en el departamento de Alto Loira, de la región de Auvernia-Ródano-Alpes, que el uno de enero de 2016 fue suprimida al fusionarse con la comuna de Croisances, y formar la comuna nueva de Thoras.

## Demografía
| Gráfica de evolución demográfica de Thoras entre 1800 y 2013 |
|                                                              |

Los datos demográficos contemplados en este gráfico de la comuna de Thoras se han cogido de 1800 a 1999 de la página francesa EHESS/Cassini, y los demás datos de la página del INSEE.